# Lohana Berkins
Lohana Berkins, née en 1965 à Pocitos (Argentine) et morte le 5 février 2016 à Buenos Aires, est une activiste trans argentine, défenseuse et une des principales militantes ayant permis l'adoption de la loi sur l'identité de genre en 2012.

## Biographie
En 1994, Lohana fonde l'Association de lutte pour l'identité travestie et transsexuelle (Asociación de Lucha por la Identidad Travesti y Transexual, ALITT), qu'elle préside jusqu'à son décès.
En 2002, elle joue un rôle fondamental pour la visibilité des personnes travesties et transgenres en tentant de s'inscrire à l'École Normale nº 3 afin de devenir professeure. Face à l'impossibilité de le faire avec son prénom Lohana, elle dépose plainte auprès du service de médiation de la ville de Buenos Aires. Celle dernière, dans une résolution aux autorités de l'école, ordonne le respect de son identité de genre. En 2008, elle dirige la création de la Coopérative Textile Nadia Echazú, la première école Coopérative pour personnes trans et travesties. Elle porte le nom de Nadia Echazú, en hommage à une militante des droits des personnes travesties et trans.
Elle milite également en faveur de l'adoption de la loi 3062 pour respect de l'identité adoptée par les personnes travesties et transgenres, laquelle est approuvée par la législature de Buenos Aires en 2009. L'année suivante, elle cofonde le Front National pour la Loi d'Identité de Genre (Frente Nacional por la Ley de Identidad de Género), une alliance de plus de quinze organisations en faveur de la mise en place au niveau national d'une loi qui garantisse l'adéquation de tous les documents personnels à l'identité de genre, l'utilisation du nom choisi par les personnes et l'accès aux traitements médicaux de celles qui sollicitent des interventions sur son corps. Le projet de loi est finalement présenté (en tant que projet unifié et ratifié par les différentes organisations sociales) et accepté. Il s'agit de l'unique projet qui préconise l'accès complet à la prise en charge médicale et sanitaire. La loi sur l'identité de genre est approuvée par le parlement argentin le 9 mai 2012 et promulguée par la présidente Cristina Fernández de Kirchner peu de jours après, devenant alors la loi la plus avancée du monde dans le domaine. Il s'agit de la première loi à reconnaître l'identité de genre des personnes en termes d’auto-perception et garantissant le plein accès à la santé sans pathologiser les identités trans. En 2013, elle est nommée à la tête du Bureau d'identité de genre et orientation sexuelle, qui fonctionne sous l'égide de l'Observatoire du genre dans le département de justice de la ville de Buenos Aires.

## Publications
- (es) avec Josefina Fernández, La gesta del nombre propio : informe sobre la situación de la comunidad travesti en la Argentina, Ediciones Madres de Plaza de Mayo, février 2006 (ISBN 978-987-1231-11-9)
- (es) Escrituras, polimorfías e identidades, Editorial Libros del Rojas, 2008 (ISBN 978-987-1075-79-9)
- (es) Cumbia, copeteo y lágrimas, Éditorial À.L.I.T.T., 2007, 178 p. (ISBN 978-987-24065-0-9)
- (es) avec Curtis Hinkle, Diana Maffía, Jorge Horace Racines Montero, Alejandro Modarelli, Liliana Hendel, Pedro Paradiso Sottile, Un cuerpo : mil sexos. Intersexualidades, Editorial Topía, 2011, 154 p. (ISBN 978-987-1185-42-9, lire en ligne)

## Distinctions
- Le mercredi 20 juillet 2011, le gouvernement de la Province de Buenos Aires lui attribue une distinction - pour la Coopérative Textile Nadia Echazú- appelée L'arbre de l'inclusion[11].

## Filmographie
Elle participe au documentaire Furia travesti, une histoire de travail, sur l'expérience de la Coopérative Textile Nadia Echazú, dirigé par Amparo González Aguilar en 2010.